# Slag bij Syme
De Slag bij Syme was een zeeslag in 411 v.Chr. tussen Sparta en Athene, tijdens de Peloponnesische Oorlog. Hij vond plaats bij het eiland Syme, in het zuidoosten van de Egeïsche Zee.
In 411 v.Chr. sloten de Spartanen een alliantie met het Perzische Rijk. De alliantie werd gesloten door Therimenes, die de Spartaanse vloot aan Astyochus gaf toen de onderhandelingen waren beëindigd. Therimenes verdronk later in de zee. Astyochus had de instructies gekregen om naar Knidos te varen om zich bij de zevenentwintig schepen te voegen die bij Kaunos lagen, die door de Perzen zeewaardig waren gemaakt. Ondertussen was de Atheense vloot bij Samos, onder leiding van Charminus. Charminus wist dat de Spartanen op weg waren, nadat hij was geïnformeerd door de Meliërs, en maakte zich klaar om de strijd aan te gaan bij Syme.
De vloten raakten slaags tijdens een storm, waardoor ze slecht zicht hadden, en veel Spartaanse schepen werden gescheiden van de hoofdmacht. Met ongeveer twintig schepen streed Charminus tegen de Spartaanse linkervleugel, het enige deel dat zichtbaar was voor hem, en kon drie schepen tot zinken brengen. Toen kwam de rest van de Spartaanse vloot echter en omsingelde de Atheners. Charminus trok zich terug naar Halicarnassus nadat hij zes schepen had verloren. De rest van de Atheense vloot kwam later aan vanuit Samos en zeilde naar Knidos, maar noch de Atheners noch de Spartanen waren gewillig om nog eens te vechten.